# Josef Laufer (zpěvák)
Josef Laufer, původně Don José Francisco Pérez Rodriguez de Montagnes Laufer, (11. srpna 1939 Les Sables-d'Olonne – 20. dubna 2024 Praha) byl český zpěvák, herec, scenárista, režisér, tlumočník, moderátor a textař.

## Život
Narodil se ve Francii těsně před druhou světovou válkou otci židovského původu ze Slezska (nar. 1911 v obci Dědice, tehdy součástí Rakouského Slezska, dnes Polsko), který byl lékařem, a mamince, jež byla rodilá Španělka. Jeho rodiče se potkali ve Španělsku v době občanské války (1936–39), kde Maxmilián Laufer působil jako interbrigadista v rámci československého lazaretu J. A. Komenského. Po porážce republikánů odešel se ženou do Francie a pobývali nedaleko španělských hranic v Argelès-sur-Mer. V lednu 1940 vstoupil Maxmilián Laufer do čs. armády ve Francii (os. č. F-1985). Po porážce Francie nacistickým Německem se evakuoval s ženou a novorozeným synem Josefem do Velké Británie. Své dětství prožil Josef v Anglii, kde byl jeho otec vojenským lékařem u RAF. Teprve v roce 1947 se celá rodina vrátila do Československa.
Jeho otec Maxim Laufer ve vlasti pracoval dále jako lékař – dětský ortoped, mladý Josef se nejprve vyučil ve vrchlabské Tesle a pak začal pracovat ve výzkumném ústavu. Ale již během své vojenské základní služby začínal hrát ochotnické divadlo a režírovat. Po vojně hostoval v Divadle ABC, působil i jako tlumočník a překladatel ze španělštiny. Poté studoval herectví na DAMU (absolvoval v roce 1965) a založil divadelní soubor RADAR. Od té doby začal pravidelně vystupovat v různých muzikálech, vyučovat pantomimu na taneční konzervatoři, vystupovat v Československé televizi. Zahrál či zazpíval si i v několika filmech, zahájil profesionální kariéru zpěváka pop music, koncertoval s vlastní skupinou Golem. V celé své profesionální kariéře úspěšně využíval své jazykové znalosti, hovořil plynně anglicky, španělsky a německy. Působil často i jako scenárista a televizní režisér v zahraničních televizích.
V roce 1974 složil s Karlem Zichem píseň „Ten strom je náš“ ke 30. výročí Slovenského národního povstání. Je známa jeho kontroverze kolem písně „Dopis Svobodné Evropě“, kterou pro komunistický režim nazpíval v roce 1976 na oslavu tajného agenta Minaříka. Laufer byl také autorem textu, společně s autorem hudby Bohuslavem Myslíkem. Nahrávka z archivu Českého rozhlasu údajně zmizela beze stop, ale Česká televize tento záznam má. Kvůli této písni s ním odmítl vystupovat Jan Vyčítal. Vyčítal mu ji i Lauferův kolega ze Semaforu Pavel Bobek.
Jeho manželkou byla kostýmní výtvarnice Irena Greifová (1939–2022), s níž měl dceru Ester (* 1969).
Od 16. března 2020 ležel v kómatu v pražské nemocnici Na Homolce po operaci srdeční chlopně, kdy při této operaci prodělal srdeční zástavu, po níž byl lékaři uveden do umělého spánku. Zemřel po nemoci dne 20. dubna 2024, po čtyřech letech v perzistentním vegetativním stavu, ve věku 84 let.

### Spolupráce s StB
Josef Laufer byl evidován jako spolupracovník Státní bezpečnosti v kategorii důvěrník, krycí jméno Vostrý, evidenční číslo 14 075.

## Filmografie
- 1964 – Starci na chmelu
- 1967 – Píseň pro Rudolfa III.
- 1988 – Cirkus Humberto
- 2003 – Kameňák
- 2004 – Kameňák 2
- 2005 – Kameňák 3
- 2013 – Kameňák 4

## Diskografie
- 1968 Many Faces – Panton – LP
- 1969 V roce 1969 – Panton (skupina Their Majesties)
- 1972 Komediant – Panton (skupina Golem)
- 1972 Ve 1/4 na 3 – Panton (skupina Golem)
- 1976 Dospělým dětem – Panton
- 1979 Průlet životem – Panton (skupina Golem)
- 1982 Super Show With Rockin' Joe – Panton/Artia (skupina Golem)
- 1983 Důvěrně známý – Panton (skupina Golem)
- 1992 Ty jsi slíbil, že mi povíš – FONTANA LP, CD
- 1993 Největší hity – Panton (Největší hity a ještě něco navíc) – MC, CD
- 1998 For dancing – DMC – (skupina Golem) – CD
- 2000 Siesta – DMC (neprodejné – 2000 reklamní akce firmy Orion domácí potřeby) – CD
- 2001 Siesta – DMC – CD
- 2003 Sbohem, lásko, já jedu dál
- 2005 For Dancing – Multisonic – CD
- 2006 Pop galerie – Supraphon – CD
- 2007 Za 5. mílí – Ag Lama – CD
- 2011 Maraton (1969–2008) – Supraphon – CD
- 2012 Hamlet The rock opera – herec v muzikálu Janka Ledeckého
- 2013 Mata Hari – herec v muzikálu Michala Davida

## Kompilace
- 1998 Já rád disko – 08. Pásek mi dej (nejúspěšnější čs. nahrávky 70. a 80. let)
- 1999 Já rád disko 2 – Sony Music/Bonton – 01. Ďábel diskoték (nejúspěšnější čs. nahrávky 70. a 80. let)
- 2004 Hitparáda 80. let – Supraphon – 10. Josef Laufer – Sbohem lásko, já jedu dál – CD2
- 2005 Mr. Rock & Mr. Roll – Supraphon – 04. Fever (Horečka) / 10. Rock Around the Clock – Josef Laufer, Petr Kaplan, Pavel Šváb, Pavel Sedláček, Pavel Bobek, Miki Volek